# Saúde funcional
Saúde funcional é o estado de bem-estar do sujeito, nas coletividades ou enquanto pessoa, no desempenho das atividades e na participação social, visando o exercício da funcionalidade humana e da cidadania.
Trata-se do gradiente de facilidade ou dificuldade que determinada pessoa tem na execução de tarefas humanas, tanto no âmbito das atividades quanto no âmbito da participação social. Tal grau de facilidade ou dificuldade pode ser medido sob a ótica da capacidade ou do desempenho, sendo que na segunda, considera-se a influência do contexto, o que inclui os fatores ambientais e pessoais (CIF e o diagnóstico em Fisioterapia. Ed. Fisiobrasil, 2011).
O termo "saúde funcional" foi usado pela primeira vez na cidade de Santos/SP (Brasil), publicado no Diário Oficial na década de 90 pelo Conselho Municipal de Saúde. Naquele momento substituía-se o termo "reabilitação" por "Saúde Funcional", com o intuito de identificar as áreas de Fisioterapia, Fonoaudiologia e Terapia Ocupacional (Manual de utilização da CIF em Saúde Funcional. Ed. Andreoli, 2010).
.
A definição de saúde funcional está próxima do exercício da funcionalidade humana, definida oficialmente pela Organização Mundial da Saúde com a publicação da CIF (Classificação Internacional de Funcionalidade, Incapacidade e Saúde) em 2001 (OMS, 2001). Ela não deve se confundir com o estado de pessoas com deficiência, pois, é um conceito universal. Por meio da CIF, a situação de saúde funcional de qualquer indivíduo pode ser classificada.